# Сорая Есфандіярі-Бахтіярі
Сорая Есфандіарі-Бахтіярі (перс. ثریا اسفندیاری بختیاری, трансліт. Sorayâ Esfandiâri-Baxtiâri; нар. 22 червня 1932, Ісфаган, Іран — пом. 26 жовтня 2001, Париж, Франція) — королева Ірану, друга дружина шаха Імперської держави Ірану Мохаммеда Рези Пахлаві (з 1951 року).

## Молодість і освіта

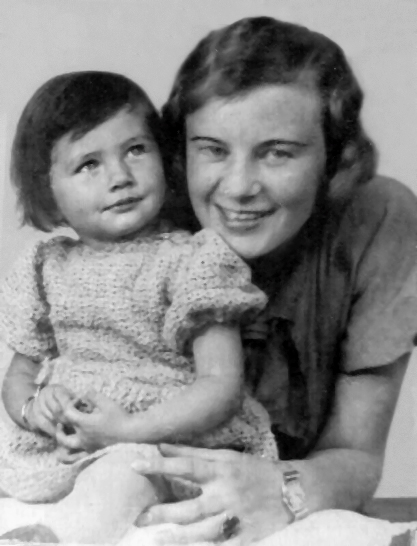
Сорая в дитинстві з матір'ю, прибл. 1935

Сорая була старшою дитиною та єдиною донькою Халіла Есфандіарі-Бахтіарі (1901—1983), дворянина Бахтіарі та посла Ірану в Західній Німеччині в 1950-х роках і його дружини німкені Єви Карл (1906—1994).
Народилася в англійській місіонерській лікарні в Ісфагані 22 червня 1932 року. У Сораї був молодший брат Біджан (1937—2001). Її родина довгий час працювала в іранському уряді та дипломатичному корпусі. Дядько, Сардар Асад, був лідером Перської конституційної революції початку 20 століття.
Сорая виросла в Берліні та Ісфахані, а освіту здобула в Лондоні та Швейцарії.

## Шлюб
У 1948 році Фору Зафар Бахтіарі, близький родич Сораї, познайомив її із нещодавно розлученим шахом Мохаммедом Резою Пахлаві. На той час Сорая закінчила середню школу в Швейцарії і вивчала англійську мову в Лондоні. Незабаром Сорая і шах Мохаммед заручилися: шах подарував їй обручку з діамантом вагою 22,37 карата (4,474 г).
Сорая одружилася з шахом у Мармуровому палаці, Тегеран, 12 лютого 1951 року. Спочатку пара планувала одружитися 27 грудня 1950 року, але церемонію довелося відкласти через хворобу нареченої.
Хоча шах оголосив, що гості повинні пожертвувати гроші на спеціальну благодійну організацію для бідних верств населення Ірану, серед весільних подарунків були скляна миска Steuben «Bowl of Legends», розроблена Сідні Во, яку надіслали президент США та його дружина місіс Трумен, а також срібні георгіанські свічники від короля Георга VI і королеви Єлизавети. Серед 2000 гостей на церемонії був присутнім Ага Хан III.
Церемонію прикрасили 1,5 тонни орхідей, тюльпанів і гвоздик, надісланих літаком з Нідерландів. Серед розваг був кінний цирк з Риму. Наречена одягла срібну сукню з ламе, всипану перлами й оброблену пір'ям марабу, розроблену для цієї нагоди Крістіаном Діором. З усіх численних жінок шаха прийнято вважати, що Сорая була «справжньою любов'ю» його життя, оскільки вона була тією жінкою, яку він любив найбільше.
Пізніше Сорая написала про себе та Іран: « Я майже нічого не знала про географію, легенди моєї країни; нічого про її історію, нічого про мусульманську релігію». Виховання Сораї було повністю німецьким і католицьким, що зробило її об'єктом великої недовіри в Ірані, оскільки мусульманські священнослужителі казали, що шах не повинен одружуватися з цією «напівєвропейською дівчиною», яка не була вихована мусульманкою.
Сорая писала: «Відчуття того, що я є одночасно християнкою і мусульманкою, але в той же час не була ні тим, ні іншим, закарбувало в моїй плоті два протиріччя, між якими розгорталося моє існування. Одне — методично європеєць, інше – дикий перс».

## Королева Ірану
Після одруження Сорая очолила сімейну благодійну організацію в Ірані. Шлюб Сораї був проблемним, оскільки мати та сестри Мохаммеда Рези вважали її суперницею за його кохання, так само, як і його першу дружину, принцесу Єгипту Фавзію Фуад. Вони постійно зневажливо ставилися до Сораї та принижували її. Сорая ненавиділа Ернеста Перрона, найкращого друга і особистого секретаря шаха. Сорая назвала Перрона «гомосексуалістом, який ненавидів жінок» і який «розкидав отруту по всьому палацу, а також по наших власних квартирах». Вона писала, що Перрон був «хитрою, віроломною та макіавеллістською» людиною, яка «розпалювала ненависть, плітки, упивалася будь-якими інтригами».
На її здивування, Мохаммед Реза був «зачарований цим диявольським швейцарцем», який називав себе «філософом, поетом і пророком»; двоє чоловіків збиралися щоранку, щоб обговорити всі державні справи французькою мовою, оскільки Перрон був людиною, чиї поради шах цінував найбільше.
Під час протистояння з прем'єр-міністром Мохаммедом Мосаддиком з лівого Національного фронту Мохаммед Реза часто перебував у депресії, будучи, за її словами, «похмурим і засмученим» до такої міри, що він навіть перестав грати в покер зі своїми друзями, що було однією із його головних пристрастей.
У серпні 1953 року Сорайя слідувала за шахом, коли той втік до Риму, і поскаржилася, що посол Ірану в Італії не зміг організувати для них місце проживання. Королівську пару постійно переслідували папараці. 19 серпня 1953 року Сорая згадала, як похмурий Мохаммед Реза говорив про переїзд до Сполучених Штатів, коли отримав телеграму про повалення Мосаддика.
Після перевороту 1953 року, який закінчився поваленням Мосаддика, настрій шаха піднявся. Одним із улюблених занять Мохаммеда Рези та Сораї були бали в масках, хоча вона скаржилася, що шах завжди носив костюм лева (символ королівської влади), тоді як її спроби виглядати як маркіза де Помпадур заборонялися через те, що це неприйнятно для королеви.
Оскільки Сорая виросла в Європі, Іран був для неї «чужою» країною, що, на думку ірано-американського історика Аббаса Мілані, пояснює її ставлення до звичайних іранців, яке він назвав прикордонним расизмом. Європа завжди була для неї зразком досконалості в усьому.
На противагу акценту на «бруді» Тегерану, Сорая з відвертим захопленням писала про те, як Париж її «засліпив». Сорая описала свій час у Парижі так: «Щодня моє серце було наповнене сонцем. Життя було легким… чудово було ходити в кінотеатр, випити келих лимонаду на терасі брасі … це було заборонене задоволення». Сорая писала про свою радість від відвідування школи в Європі, на відміну від іранських шкіл із «сірою уніформою, піччю, яка диміла і забруднювала клас, уроками, домашніми завданнями, роботою до виснаження».
У жовтні 1954 року Мохаммед Реза сказав Сораї, що він стурбований тим фактом, що вона не подарувала йому спадкоємця, і запропонував відвідати США, щоб звернутися за допомогою до американських лікарів з репродуктології. У 1954-55 роках імператорське подружжя здійснило тривалий візит до Сполучених Штатів, виїхавши 5 грудня 1954 року. У Нью-Йорку Сорая відвідала лікарів, які запевнили її, що нездатність виносити дитину пов'язана з «незначними розладами останніх двох років», що заспокоїло її, але в Бостоні лікарі сказали їй, що вона безплідна і ніколи не зможе мати дітей. Більша частина їхньої подорожі була пов'язана із зусиллями шаха зробити щось, щоб втішити Сораю, яка дуже погано сприйняла новину про те, що вона безплідна.
Сорая була зачарована Голлівудом і насолоджувалася знайомством з американськими кінозірками під час свого перебування в Лос-Анджелесі. Там вона зустріла своїх улюблених зірок: Грейс Келлі, Лорен Беколл, Боба Гоупа, Естер Вільямс і Гамфрі Богарта. Фотографія королеви Сораї, яка катається на водних лижах у Маямі в бікіні, викликала в Ірані надзвичайно суперечливі відгуки. Сораю широко засудили за її аморальність у купальнику, який не вважався прийнятним одягом для мусульманки, а фото було заборонено в Ірані.
12 лютого 1955 року імператорське подружжя вирушило зі Сполучених Штатів до Великої Британії на знаменитому лайнері Queen Mary. У Лондоні Мохаммед Реза і Сорая вечеряли в Букінгемському палаці з королевою Єлизаветою II, принцом Філіпом, герцогом Единбурзьким, прем'єр-міністром сером Вінстоном Черчилем та міністром закордонних справ сером Ентоні Іденом.
12 березня 1955 року шах і королева повернулися до Тегерана, де вони були здивовані тим, що, незважаючи на те, що йшов дощ, тисячі людей вийшли, щоб вітати їх з поверненням додому.

## Розлучення
Хоча весілля відбулося під час сильного снігопаду, що вважалося доброю прикметою, шлюб Сораї та шаха Мохаммеда розпався на початку 1958 року через очевидне безпліддя Сораї. Єдина дитина шаха, його донька принцеса Шахназ, стала дружиною Ардешира Захеді, сина колишнього прем'єр-міністра, генерала Фазлоллаха Захеді, людини, яку Мохаммед Реза зневажав і звільнив у 1955 році. Шах сказав Сораї, що «Захеді не може продовжити династію Пахлаві», і що вона повинна народити йому сина, щоб рід Пахлаві міг продовжити своє існування. Сорая намагалася лікуватися у Швейцарії та Франції, а також у Сент-Луїсі у доктора Вільяма Мастерса. Шах хотів взяти другу дружину, щоб отримати спадкоємця, але Сорая відхилила цей варіант.
Намагаючись врятувати своє становище, Сорая сказала шаху, що він повинен змінити конституцію 1909 року, щоб дозволити одному зі своїх зведених братів стати його наступником, що, за словами Мохаммеда Рези, потребувало «схвалення Ради мудреців».
Сорая, яка ніколи не читала конституцію, не знала, що не існує «Ради мудреців». Це був лише спосіб шаха відкласти важке рішення. Мохаммед Реза вже двічі вносив поправки до конституції, тож він, мабуть, знав, що в ній немає пункту про створення «Ради мудреців» для затвердження поправок. Владна мати шаха ненавиділа Сораю і тиснула на нього, щоб він розлучився з нею, кажучи, що це його обов'язок народити сина, щоб продовжити рід Пехлеві. Мохаммед Реза переконав Сораю залишити Іран, хоча він пообіцяв, що скличе «Раду мудреців», щоб змінити конституцію. Незважаючи на цю обіцянку, Сорая відчула, що її чоловік відвернувся від неї, і перед тим, як вона покинула Іран, один придворний згадав, що вона «систематично наводила порядок у своєму домі».
У лютому вона покинула Іран і зрештою поїхала до батьківського дому в Кельні, Німеччина, куди шах відправив дядька своєї дружини, сенатора Сардара Асада на початку березня 1958 року, щоб переконати її повернутися до Ірану. Сорая відхилила пропозицію залишитися королевою, якщо шах візьме собі другу дружину, написавши у своїх мемуарах, що Мохаммед Реза був «в основному східняком», створивши невигідний контраст із герцогом Віндзорським, «який пожертвував своїм троном заради кохання», написавши що лише «східняки» жертвували любов'ю до своїх престолів.
5 березня Мохаммед Реза зателефонував їй і сказав, що вона погодиться на його шлюб із другою дружиною, інакше він розлучиться з нею. 10 березня радники зустрілися з шахом, щоб обговорити ситуацію з проблемним шлюбом і відсутністю спадкоємця. Через чотири дні було оголошено про розлучення імператорського подружжя. У заяві для преси, опублікованій урядом Ірану, було оголошено, що Сорая погодилася на розлучення, а Сорая пізніше стверджувала, що вона востаннє чула це від свого чоловіка 5 березня та не була проінформована заздалегідь. Пізніше вона розповіла журналістам, що у її чоловіка не було іншого вибору, окрім як розлучитися з нею. Посол Великої Британії в Ірані повідомив, що «Сорая була єдиним справжнім коханням шаха».
21 березня 1958 року, в день іранського Нового року, шах зі сльозами на очах оголосив іранському народу про своє розлучення у промові, яку транслювали по радіо та телебаченню. Він сказав, що не поспішає знову одружуватися. Резонансне розлучення надихнуло французьку письменницю Франсуазу Малле-Жоріс написати поп-хіт Je veux pleurer comme Soraya («Я хочу плакати, як Сорая»). Шлюб був офіційно розірваний 6 квітня 1958 року. Згідно з повідомленням у The New York Times, розлученню передували тривалі переговори, щоб переконати шаниню Сораю дозволити її чоловікові взяти другу дружину. Сорая, однак, посилаючись на те, що вона називала святістю шлюбу, вирішила, що «вона не може прийняти ідею ділити любов свого чоловіка з іншою жінкою».
У заяві, адресованій народу Ірану з дому її батьків у Німеччині, Сорая сказала: «Оскільки Його Імператорська Величність Мохаммед Реза Шах Пахлаві вважав за необхідне, щоб наступник престолу мав бути прямим нащадком по чоловічій лінії від покоління до покоління, я з глибоким жалем буду жертвувати своїм власним щастям в інтересах майбутнього держави та добробуту народу, і оголошую про свою згоду на розлучення». Після розлучення шах купив Сораї апартаменти в пентхаусі в Парижі, оцінені в 3 мільйони доларів США, сплачував їй щомісячні аліменти в розмірі 7000 доларів США (які продовжували виплачуватися до Ісламської революції, що повалила Мохаммеда Резу в 1979 році) та подарував різні предмети розкоші.

## Після розлучення з шахом
Після розлучення Сорая мала стосунки з режисером Максиміліаном Шеллом і промисловим спадкоємцем Гунтером Заксом, а також недовго мешкала в Мюнхені. Пізніше вона переїхала до Франції та розпочала коротку кар'єру кіноактриси, знімаючись під власним іменем. Спочатку було оголошено, що вона зіграє Катерину II у фільмі про російську імператрицю Діно Де Лаурентіса, але цей проект провалився. Замість цього вона знялася у фільмі 1965 року Три обличчя. Вона з'явилася як персонаж на ім'я Сорая у фільмі «Вона» 1965 року.
Останні роки життя Сорая жила в Парижі на авеню Монтень, 46. Час від часу вона відвідувала світські заходи, такі як вечірки герцогині де Ларошфуко. Її друг і організатор заходів Массімо Гарджіа намагався підняти їй настрій і познайомити з молоддю. Сорая була постійною клієнткою перукаря Олександра Зуарі. Їй також подобалося ходити в бар і фойє готелю Plaza Athénée, розташованого навпроти її квартири. Її часто супроводжувала колишня фрейліна і вірна подруга мадам Шамрізад Фірузабадян. Ще однією подругою була паризька світська левиця Лілі Клер Сарран.
В 1979 році Сорая написала Мохаммеду Резі, коли він помирав від раку в Панамі, сказавши, що вона все ще любить його і хоче побачити його востаннє. Мохаммед Реза був дуже зворушений її листами, і написав їй у відповідь, сказавши, що він все ще любить її і також хоче побачити її востаннє, але сказав, що його дружина Фарах завжди була поруч з ним, коли він знаходився при смерті і це б завадило їхній зустрічі.
В 1980 році було домовлено, що Сорая відвідає Мохаммеда Резу в Каїрі, але він помер до того, як вона встигла побачитись з ним востаннє, що змусило Мілані прокоментувати, що Мохаммед Реза та Сорая були справжніми «зірковими закоханими». Сорая не спілкувалася з третьою дружиною шаха, Фарах, навіть коли обидві жили в Парижі.

## Смерть

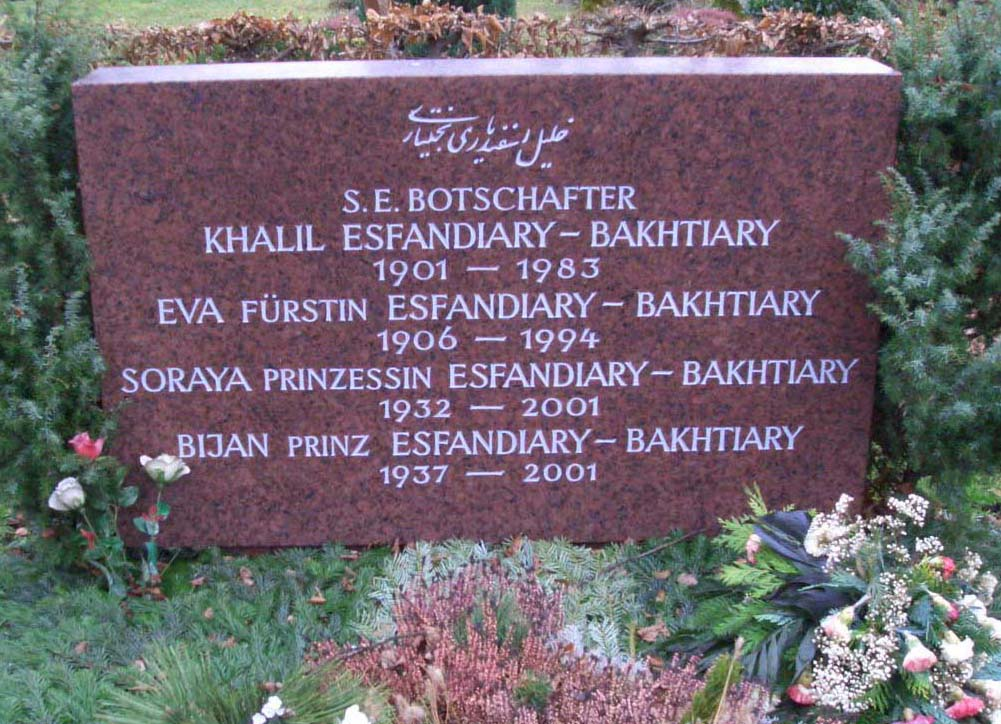
Могила Сораї в Мюнхені

Сорайя померла 26 жовтня 2001 року (у 82 день народження колишнього чоловіка) з невідомих причин у своїй квартирі в Парижі, Франція. Їй було 69 років. Дізнавшись про її смерть, її молодший брат Біджан сумно прокоментував: «Після неї мені нема з ким поговорити». Біджан помер через тиждень.
Після похорону в Американському соборі в Парижі 6 листопада 2001 року, на якому були присутні принцеса Ашраф Пахлаві, принц Голам Реза Пахлаві, граф і графиня Парижа, принц і принцеса Неаполітанські, принц Мішель Орлеанський і принцеса Іра фон Фюрстенберг, Сораю поховали у кварталі Westfriedhof Nr. 143, на цвинтарі в Мюнхені разом із її батьками та братом.
Після її смерті кілька жінок заявили, що вони є її позашлюбною донькою, яка народилася в 1962 році. Жодна з цих заяв не була підтверджена. Газета також опублікувала статтю в 2001 році, яка припускала, без належних обгрунтувань, що Сорая та її брат були вбиті. Її речі були продані на аукціоні в Парижі в 2002 році за більш ніж 8,3 мільйона доларів.

## External links
- Сорая Есфандіярі-Бахтіярі на сайті IMDb (англ.)